# 伊奈波神社

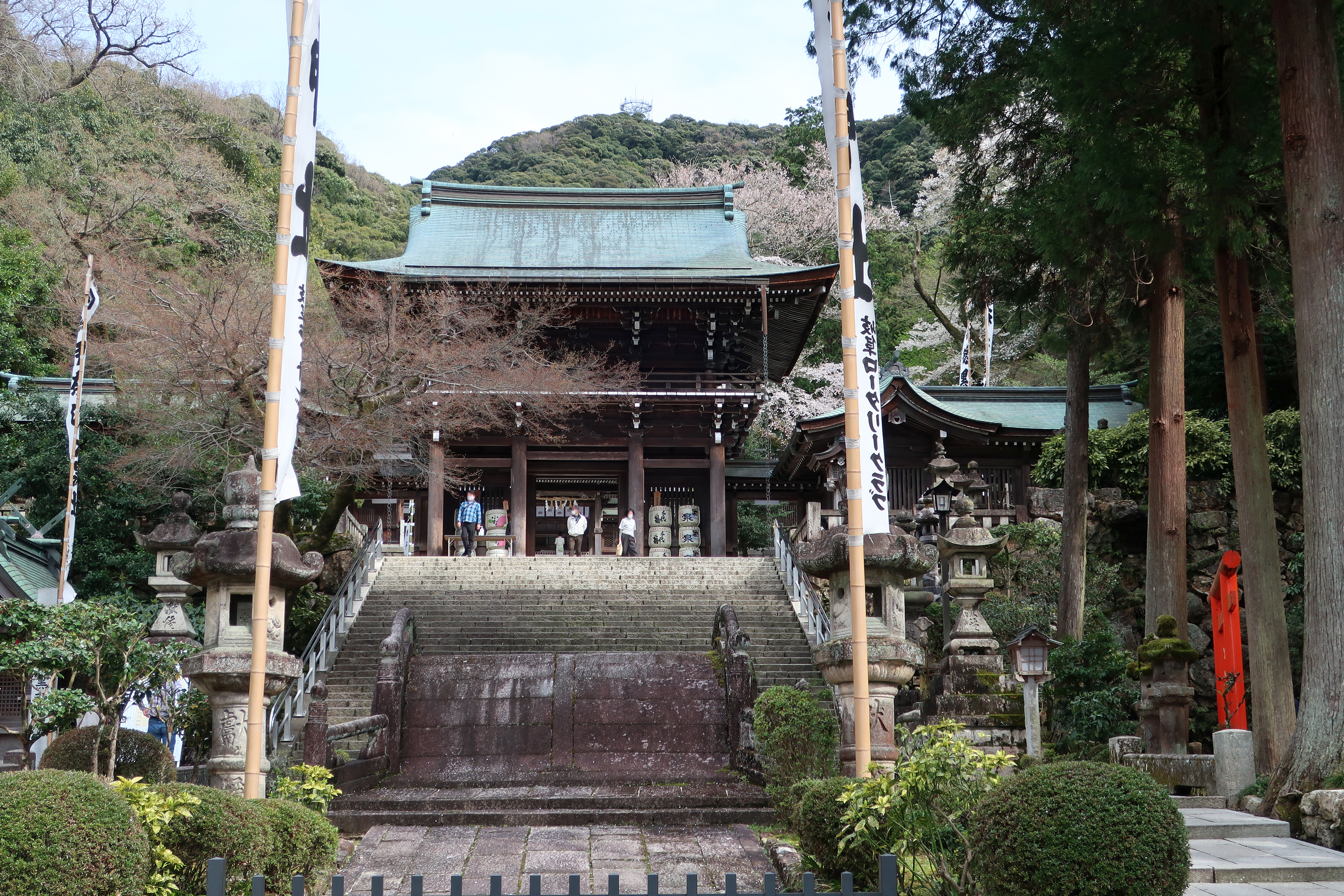
樓門

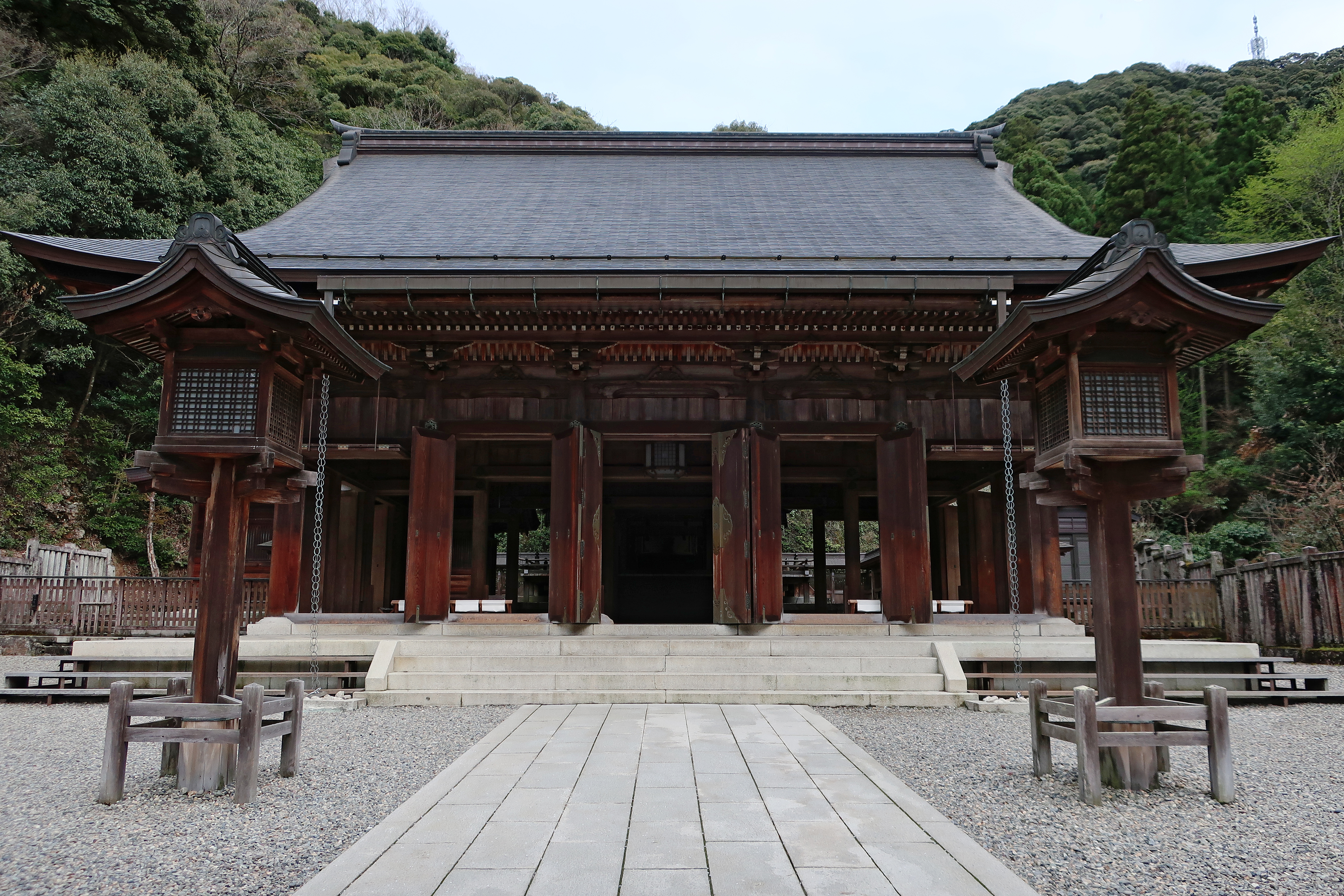
拜殿

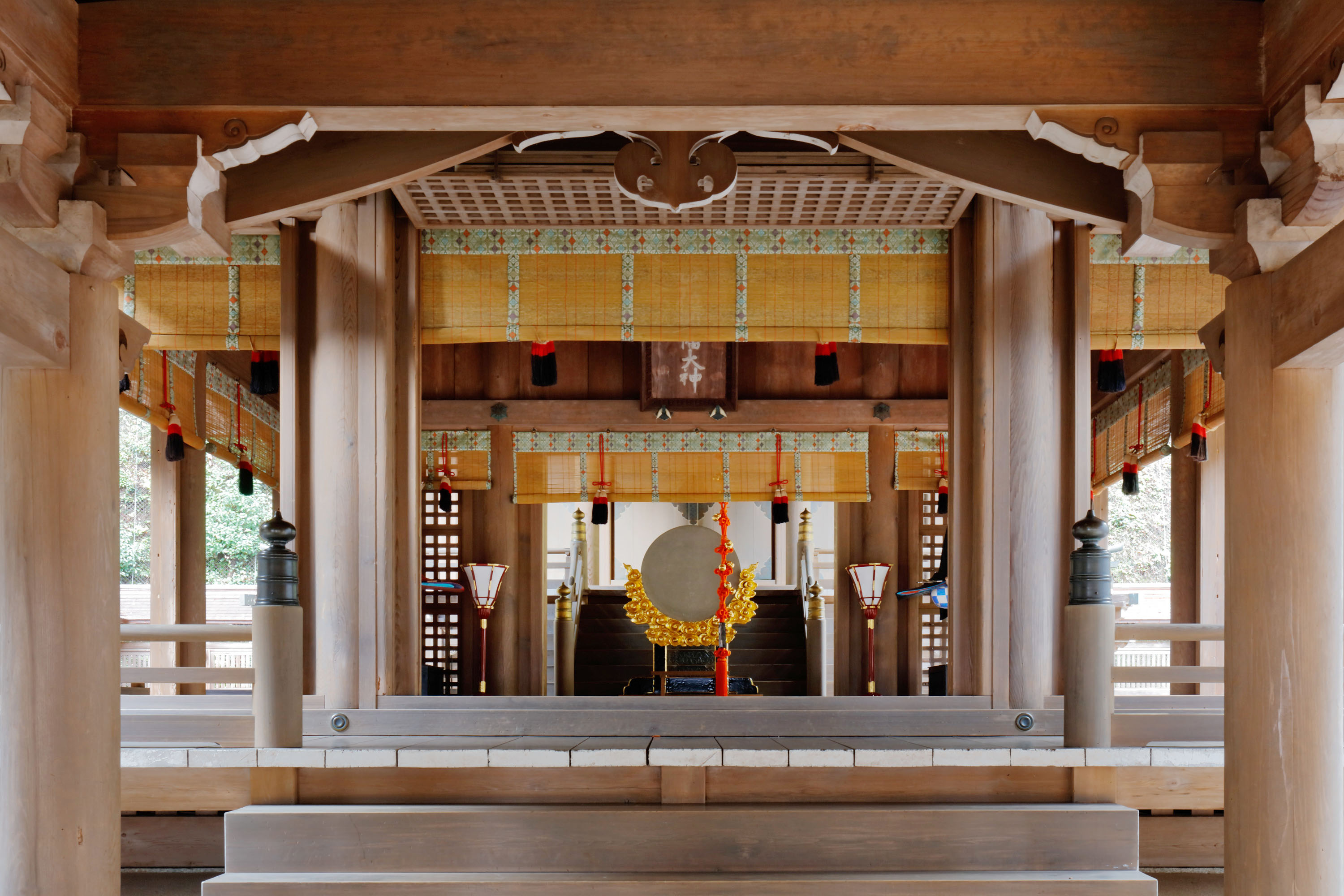
拜殿內部

伊奈波神社是一座位於日本岐阜縣岐阜市的神社，在以前的延喜式神名帳中所記載的社格為國幣小社，是美濃國的三宮。原本神社的名稱為日語發音相同的稻葉神社。

## 歷史
景行天皇14年（84年），命武内宿禰在稻葉山（現金華山）西北的椿原（現岐阜公園裡的丸山）祭祀五十瓊敷入彦命，即為伊奈波神社之始。壬申之亂時天武天皇曾在此祈禱勝利。此神社與此時在延喜式神名帳的社格是列為小社。
天文8年（1539年），齋藤道三因為計畫在稲葉山築城所以將神社遷至現址，並與原址上祭祀物部十千根命的物部神社合祀，作為稻葉山城的鎮守。明治6年（1873年），升格為縣社；昭和14年（1939年）升格為國幣小社。

## 祭神
- 主神：五十瓊敷入彦命（垂仁天皇的大皇子）
- 配祀神：
  - 淳熨斗媛命（主神的妃子）
  - 日葉酢媛命（主神的母親）
  - 彦多都彦命（主神的外祖父）
  - 物部十千根命（主神的臣子）

## 外部連結
- 伊奈波神社網站（页面存档备份，存于）